# Isotomodes productus
Isotomodes productus är en urinsektsart som först beskrevs av Axelson 1906.  Isotomodes productus ingår i släktet Isotomodes och familjen Isotomidae. Arten är reproducerande i Sverige. Inga underarter finns listade i Catalogue of Life.